# コングール山
コングール山（コングールさん、Kongur Tagh または Kongur、ウイグル語: قوڭۇر تاغ; Коңур Тағ, モンゴル語: Хонгор Таг, 中国語: 公格尔山; 拼音: Gōnggé'ěr Shān）は、中華人民共和国新疆ウイグル自治区（東トルキスタン）アクト県にある山で、標高は7,649m。崑崙山脈の最高峰である。
崑崙山脈の西端をなすコングール山脈と呼ばれる小山脈を形成している。ムスタグ・アタ山の北にあり、カラクリ湖とパミール高原に近い。他の山に隠れた山となっているため、1900年ころまでは外国人によく知られていなかった。しかし、中国とパキスタンの間を結びタシュクルガンとカラクル湖の近傍を通るカラコルムハイウェイが建設され、現在では近づくことが容易になった。また、この山から少し離れたところにプロミネンス840mのコングール・チュベ山（Kongur Tiube、中国語: 公格尔九別峰、土地の言葉で「白い帽子をかぶった山」の意味  ） と呼ばれる標高7,530mのピークがある。
なお、コングール山の標高を7,719mとする説もある。
最初にコングール山の登頂が試みられたのは1956年であるが、登頂することはできなかった。初登頂は1981年にイギリス隊により成し遂げられた。この時、イギリスのボニントン隊は南面より、日本の京都カラコルムクラブ隊（総指揮小谷隆一、隊長高田直樹）は北面より頂上に迫った。日本隊は3名のアタック隊が帰還せず失敗に終わった。